# Stilpnoblatta malaya
Stilpnoblatta malaya är en kackerlacksart som beskrevs av Morgan Hebard 1929. Stilpnoblatta malaya ingår i släktet Stilpnoblatta och familjen jättekackerlackor. Inga underarter finns listade i Catalogue of Life.